# لارنس پرسمن
لارنس پرسمن (انگلیسی: Lawrence Pressman؛ زادهٔ ۱۰ ژوئیهٔ ۱۹۳۹) یک تهیه‌کننده، بازیگر سینما، و هنرپیشه اهل ایالات متحده آمریکا است.
از فیلم‌ها یا برنامه‌های تلویزیونی که وی در آن نقش داشته است می‌توان به نه تا پنج، دکتر دولیتل ۲ و آزمون و خطا، جو یانگ نیرومند، شکارچی آفتاب و نقطه فروپاشی اشاره کرد.